# Richard Dale
Pour les articles homonymes, voir Dale.
Richard Dale, né le 6 novembre 1756 et mort le 26 février 1826, est un officier de l'United States Navy.

## Histoire
Richard Dale naît à Norfolk (Virginie) le 6 novembre 1756. Son père meurt alors qu'il avait dix ans, et il s'engage dans la marine marchande deux ans plus tard. Il y restera jusqu'en été 1776, il est alors second capitaine sur un brick,.
Durant la guerre d'indépendance, il s'engage comme lieutenant dans la marine de la colonie de Virginie. Combattant du côté britannique puis du côté colonial, il est capturé au large de l'Irlande et envoyé en prison à Plymouth en septembre 1777. Il s'évade en février 1779 et rejoint Lorient.
Il s'engage alors sur l'USS Bonhomme Richard sous les ordres de John Paul Jones. Il est rapidement promu premier lieutenant, et le 23 septembre 1799, il prouve sa bravoure lors du combat contre le HMS Serapis. À son retour à Philadelphie le 14 avril 1781, il est officiellement nommé premier lieutenant dans la Continental Navy par le Congrès continental.
Peu après, il est capturé par les Britanniques et retenu prisonnier à New York, avant que la ville ne soit libérée deux mois plus tard. Il s'engage alors sur une lettre de marque, la Queen of France, capturant de nombreux vaisseaux britanniques. En 1783, après la signature du traité de Paris, Dale retourne à la vie civile, et devient l'un des membres originaux de la Société des Cincinnati. Il s'implique alors dans le commerce, notamment avec la Chine.
En 1794, le président George Washington fonde l'United States Navy, et Dale est retenu pour être l'un des six premiers capitaines de la jeune marine sélectionnés par le secrétaire à la Marine, Henry Knox. Il commande alors l'USS Ganges, protégeant le commerce sur la côte Est des États-Unis lors de la quasi-guerre.
Lorsqu'éclate la guerre de Tripoli, Dale est nommé commodore à la tête d'une escadre composée des USS President (navire amiral), Philadelphia, Essex et Enterprise. Il a alors pour mission de protéger le commerce américaine en Méditerranée et de mettre en place un blocus autour de Tripoli. Au bout de la première année de campagne, Dale retourne aux États-Unis où il arrive le 14 avril 1802 ; il démissionne par la suite de la marine, mécontent du traitement qui lui est réservé.
Il passe la vingtaine d'années suivantes à la tête de compagnies d'assurances, et s'implique beaucoup dans la défense des vétérans de la marine et des veuves de marins. Il consacre ses dernières années à la Société des Cincinnati et à la religion, avant de mourir à Philadelphie le 26 février 1826, à l'âge de 69 ans.